# Epidesma aelia
Epidesma aelia là một loài bướm đêm thuộc phân họ Arctiinae, họ Erebidae.